# Fermo Ferrara
Fermo Ferrara (San Giorgio di Nogaro, 19 febbraio 1939) è un ex calciatore italiano, di ruolo centrocampista.

## Carriera
Dopo il debutto tra i dilettanti con la Sangiorgina, nel 1962 passa alla Triestina disputando tre campionati di Serie B per un totale di 57 presenze ed altri due campionati di Serie C. Nella stagione 1967-1968 passa al Maglie nella cui squadra disputa due campionati di Serie D.